# Ливаны (станция)
Ли́ваны (латыш. Līvāni) — железнодорожная станция в Латвии, расположенная в одноимённом городе, центре Ливанского края.
Станция находится на линии Крустпилс — Даугавпилс, между станциями Ерсика и Трепе.
Открыта 12 (24) сентября 1861 года при пуске Риго-Динабургской железной дороги, первоначальное название — Ливенгоф. В 1930-е годы было построено ответвление на торфяную фабрику. В советское время подведены подъездные пути к стекольной фабрике, биохимическому заводу и домостроительному комбинату, построено новое пассажирское здание станции.

## Расписание поездов
По станции проходят поезда 863Р, 617Р, 602Р, 601Р, 610Р, 611Р, 864Р, 609Р и 618Р.